# کوپیاگ (نیویورک)
کوپیاگ (به انگلیسی: Copiague) یک منطقهٔ مسکونی در ایالات متحده آمریکا است که در شهرستان سافک، نیویورک واقع شده‌است. کوپیاگ ۸٫۴ کیلومتر مربع مساحت و ۲۲٬۹۹۳ نفر جمعیت دارد و ۷ متر بالاتر از سطح دریا واقع شده‌است.